# ヴァージナルの前に女のいる室内
『ヴァージナルの前に女のいる室内』（ヴァージナルのまえにおんなのいるしつない、蘭: Interieur met vrouw aan het virginaal、英: Interior with a Woman at the Virginal）は、オランダ絵画黄金時代の画家エマヌエル・デ・ウィッテが1665-1670年にキャンバス上に油彩で制作した絵画で、画家の数少ない室内風俗画のうちの1点である。作品は1948年以来、ロッテルダムのボイマンス・ヴァン・ベーニンゲン美術館に所蔵されている。

## 作品

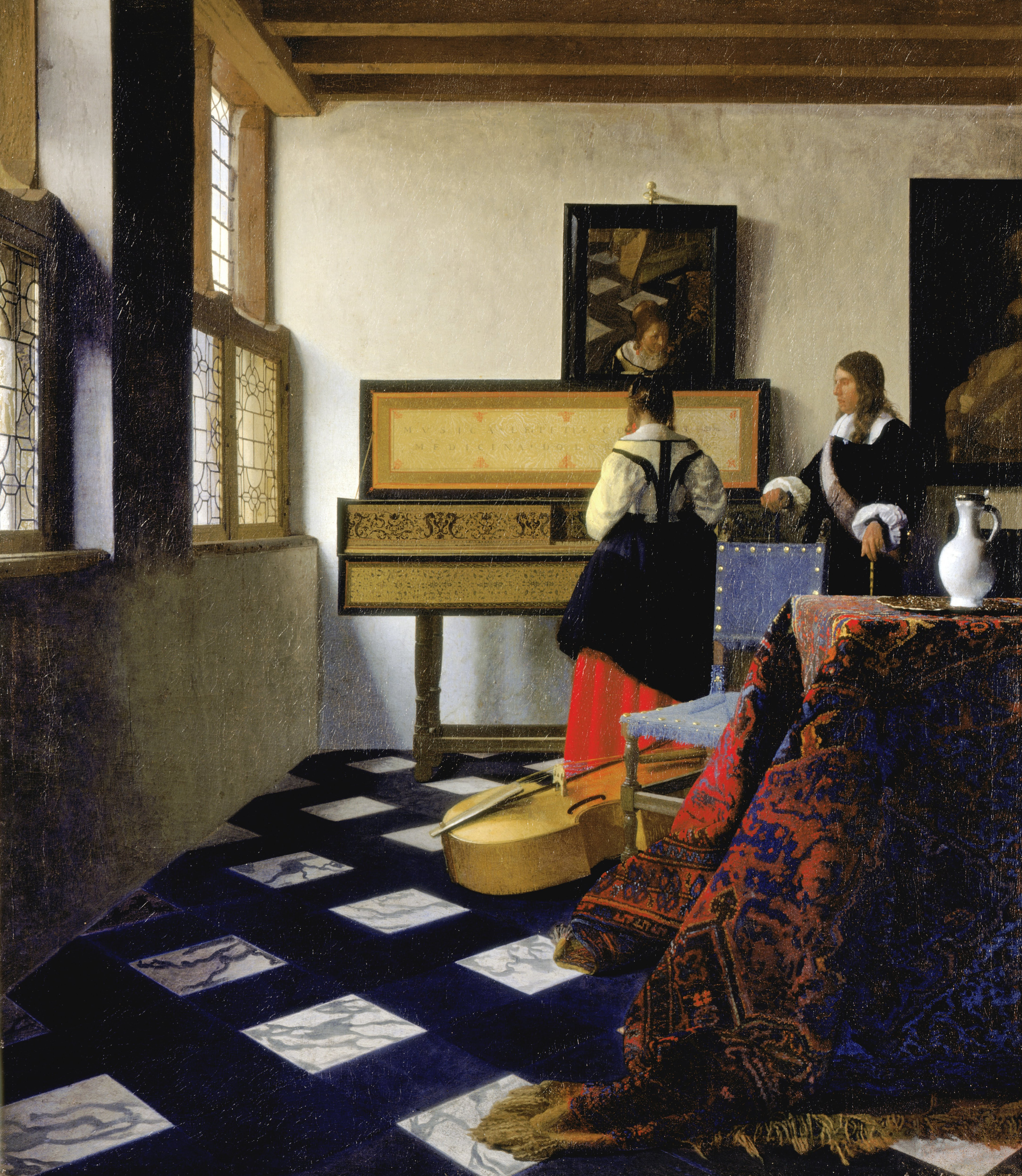
ヨハネス・フェルメール『音楽の稽古』(1662-1665年頃)、ロイヤル・コレクション (セント・ジェームズ宮殿、ロンドン)

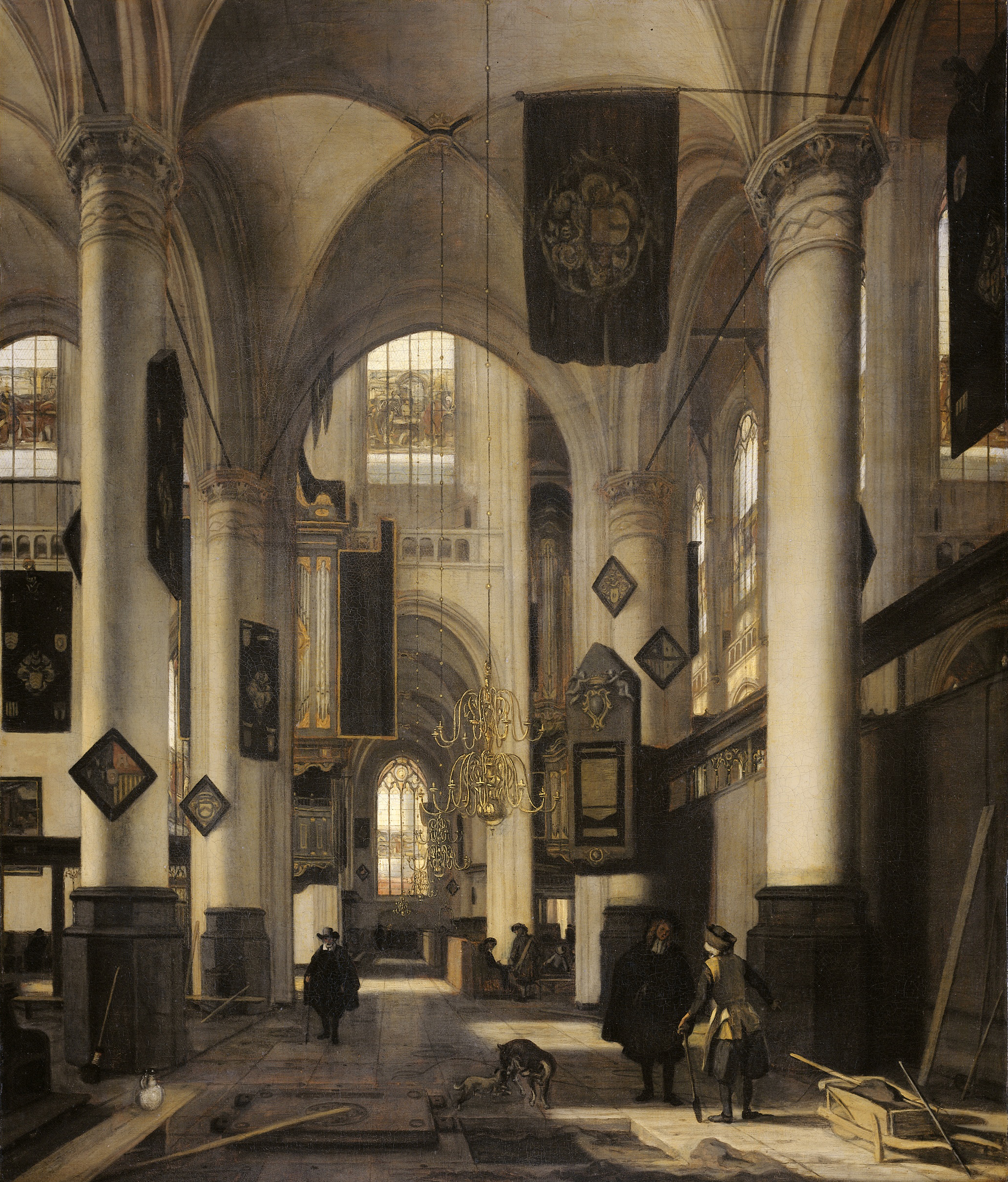
エマヌエル・デ・ウィッテ『ゴシック様式のプロテスタントの教会』(1680-1685年)、アムステルダム国立美術館

デ・ウィッテの本領は教会内部の空間を描いた新傾向の絵画にあり、17世紀オランダの画家の伝記作者アルノルト・ホウブラーケンに「秩序ある建築描写、革新的な光の用法、適確に描かれた人物に関して彼の右に出る者はいない」と称賛された。
本作は、デ・ウィッテが制作した少数の風俗画のうちに数えられる。鑑賞者に背を向けてヴァージナルを弾く女とその顔を映す鏡のモティーフはフェルメールの、そして遠近感を強調した広やかな空間の描写や暖色系の色調はピーテル・デ・ホーホの影響を示している。
画面左側の天蓋のついたベッドには兵士がおり、女の音楽に耳を傾けている。ベッドの手前の椅子の上には、兵士の衣服と剣が載せられている。ここには恋愛の状況が描かれているようである。楽器を弾くことは愛を示唆するものであり、ベッドの中にいる男は恋の病にかかっているとも考えられる。音楽は、その苦しみに対する薬である。
本作の複雑な空間構成は、遠近法と差し込む陽光が床の上に形作る模様によって達成されている。部屋には豪華な調度品があり、一見すると、当時の代表的な上流市民階級の家庭の室内のように見える。しかし、4つもの部屋を一列に配し、光も各方面から採り入れたこのように広大で贅沢な内部空間は、実際にはアムステルダム市内はおろか、郊外の貴族の邸館にも見られぬものであった。デ・ウィッテの教会画の多くと同様、本作の空間は、現実のモティーフの合成による画家の想像の産物であることは間違いない。ちなみに、鑑賞者の視線をはるか彼方に導く、こうした開口部の連続する描写は、遠近法建築図案集や、その応用の場であった旧式の教会画に多く見られたものである。